# 羅曼尼亞塞爾維亞人自治州
罗曼尼亚塞尔维亚人自治州是波斯尼亚战争期间位於波士尼亞與赫塞哥維納的一個塞爾維亞人自治州，存在於1991年至1992年期間，後來被併入塞族共和國。该自治州得名于罗曼尼亚。